# Наибольший общий делитель
Наибольшим общим делителем (НОД) для двух целых чисел {\displaystyle m} и {\displaystyle n} называется наибольший из их общих делителей. Пример: для чисел 54 и 24 наибольший общий делитель равен 6.
Наибольший общий делитель существует и однозначно определён, если хотя бы одно из чисел {\displaystyle m} или {\displaystyle n} не равно нулю.
Возможные обозначения наибольшего общего делителя чисел {\displaystyle m} и {\displaystyle n}:
- НОД(m, n);
- {\displaystyle (m,n)};
- {\displaystyle \gcd(m,n)} (от англ. greatest common divisor);
- {\displaystyle \mathrm {hcf} (m,n)} (от брит. highest common factor).

Понятие наибольшего общего делителя естественным образом обобщается на наборы из более чем двух целых чисел.

## Связанные определения

### Наименьшее общее кратное
Наименьшее общее кратное (НОК) двух целых чисел {\displaystyle m} и {\displaystyle n} — это наименьшее натуральное число, которое делится на {\displaystyle m} и {\displaystyle n} (без остатка). Обозначается НОК(m,n) или {\displaystyle [m,n]}, а в английской литературе {\displaystyle \mathrm {lcm} (m,n)}.
НОК для ненулевых чисел {\displaystyle m} и {\displaystyle n} всегда существует и связан с НОД следующим соотношением:
{\displaystyle (m,n)\cdot [m,n]=m\cdot n}
Это частный случай более общей теоремы: если {\displaystyle a_{1},a_{2},\dots ,a_{n}} — ненулевые числа, {\displaystyle D} — какое-либо их общее кратное, то имеет место формула:
{\displaystyle D=[a_{1},a_{2},\dots ,a_{n}]\cdot \left({\frac {D}{a_{1}}},{\frac {D}{a_{2}}},\dots ,{\frac {D}{a_{n}}}\right)}
Причем, НОД от коэффициентов делителей НОК всегда равен 1. Например, НОК{\displaystyle (4,6)=12=3*4=2*6}. {\displaystyle 3,2} - коэффициенты делителей НОК. НОД{\displaystyle (3,2)=1}. Представим, что НОД этих коэффициентов >=2. Но ведь тогда число не является НОК своих делителей! И правда, мы просто умножили две части уравнения на C.
Было:{\displaystyle 12=3*4=6*2,12=}НОД{\displaystyle (3,2)}
Стало: {\displaystyle C*12=C*3*4=C*6*2,C*12=C*}НОД{\displaystyle (3,2)}
Вернемся к теореме. Вторая часть - нахождение этого коэффициента. То есть, если {\displaystyle D=[a_{1},a_{2},a_{3},...,a_{n}]}, то НОД{\displaystyle \left({\frac {D}{a_{1}}},{\frac {D}{a_{2}}},{\frac {D}{a_{3}}},\dots ,{\frac {D}{a_{n}}}\right)=1}. Но в другом случае мы узнаем, на какую C умножены обе части уравнения.

### Взаимно простые числа
Числа {\displaystyle m} и {\displaystyle n} называются взаимно простыми, если у них нет общих делителей, кроме {\displaystyle \pm 1}. Для таких чисел НОД{\displaystyle (m,n)=1}. Обратно, если НОД{\displaystyle (m,n)=1,} то числа взаимно просты.
Аналогично, целые числа {\displaystyle a_{1},a_{2},\dots a_{k}}, где {\displaystyle k\geq 2}, называются взаимно простыми, если их наибольший общий делитель равен единице.
Следует различать понятия взаимной простоты, когда НОД набора чисел равен 1, и попарной взаимной простоты, когда НОД равен 1 для каждой пары чисел из набора. Из попарной простоты вытекает взаимная простота, но не наоборот. Например, НОД(6,10,15) = 1, но любые пары из этого набора не взаимно просты.

## Способы вычисления
Эффективными способами вычисления НОД двух чисел являются алгоритм Евклида и бинарный алгоритм.
Кроме того, значение НОД(m,n) можно легко вычислить, если известно каноническое разложение чисел {\displaystyle m} и {\displaystyle n} на простые множители:
{\displaystyle n=p_{1}^{d_{1}}\cdot \dots \cdot p_{k}^{d_{k}},}
{\displaystyle m=p_{1}^{e_{1}}\cdot \dots \cdot p_{k}^{e_{k}},}
где {\displaystyle p_{1},\dots ,p_{k}} — различные простые числа, а {\displaystyle d_{1},\dots ,d_{k}} и {\displaystyle e_{1},\dots ,e_{k}} — неотрицательные целые числа (они могут быть нулями, если соответствующее простое отсутствует в разложении). Тогда НОД(n,m) и НОК[n,m] выражаются формулами:
{\displaystyle (n,m)=p_{1}^{\min(d_{1},e_{1})}\cdot \dots \cdot p_{k}^{\min(d_{k},e_{k})},}
{\displaystyle [n,m]=p_{1}^{\max(d_{1},e_{1})}\cdot \dots \cdot p_{k}^{\max(d_{k},e_{k})}.}
Если чисел более двух: {\displaystyle a_{1},a_{2},\dots a_{n}}, их НОД находится по следующему алгоритму:
{\displaystyle d_{2}=(a_{1},a_{2})}
{\displaystyle d_{3}=(d_{2},a_{3})}
………
{\displaystyle d_{n}=(d_{n-1},a_{n})} — это и есть искомый НОД.

## Свойства
- Основное свойство: наибольший общий делитель {\displaystyle m} и {\displaystyle n} делится на любой общий делитель этих чисел. Пример: для чисел 12 и 18 наибольший общий делитель равен 6; он делится на все общие делители этих чисел: 1, 2, 3, 6.
  - Следствие 1: множество общих делителей {\displaystyle m} и {\displaystyle n} совпадает с множеством делителей НОД(m, n).
  - Следствие 2: множество общих кратных {\displaystyle m} и {\displaystyle n} совпадает с множеством кратных НОК(m, n).
- Если {\displaystyle m} делится на {\displaystyle n}, то НОД(m, n) = n. В частности, НОД(n, n) = n.
- {\displaystyle (a,b)=(a-b,b)}. В общем случае, если {\displaystyle a=b*q+c}, где {\displaystyle a,b,c,q} – целые числа, то {\displaystyle (a,b)=(b,c)}.
- {\displaystyle (a\cdot m,a\cdot n)=|a|\cdot (m,n)} — общий множитель можно выносить за знак НОД.
- Если {\displaystyle D=(m,n)}, то после деления на {\displaystyle D} числа становятся взаимно простыми, то есть, {\displaystyle \left({{\frac {m}{D}},{\frac {n}{D}}}\right)=1}. Это означает, в частности, что для приведения дроби к несократимому виду надо разделить её числитель и знаменатель на их НОД.
- Мультипликативность: если {\displaystyle a_{1},a_{2}} взаимно просты, то:

{\displaystyle (a_{1}\cdot a_{2},b)=(a_{1},b)\cdot (a_{2},b)}
- Наибольший общий делитель чисел {\displaystyle m} и {\displaystyle n} может быть определён как наименьший положительный элемент множества всех их линейных комбинаций:

{\displaystyle \left\{a\cdot m+b\cdot n\mid a,b\in \mathbb {Z} \right\}}
и поэтому {\displaystyle (m,n)} представим в виде линейной комбинации чисел {\displaystyle m} и {\displaystyle n}:
{\displaystyle (m,n)=u\cdot m+v\cdot n}.
Это соотношение называется соотношением Безу, а коэффициенты {\displaystyle u} и {\displaystyle v} — коэффициентами Безу. Коэффициенты Безу эффективно вычисляются расширенным алгоритмом Евклида. Это утверждение обобщается на наборы натуральных чисел — его смысл в том, что подгруппа группы {\displaystyle \mathbb {Z} }, порождённая набором {\displaystyle \{a_{1},a_{2},\dots ,a_{n}\}}, — циклическая и порождается одним элементом: НОД(a1, a2, … , an).

## Вариации и обобщения
Понятие делимости целых чисел естественно обобщается на произвольные коммутативные кольца, такие, как кольцо многочленов или гауссовы целые числа. Однако, определить НОД(a, b) как наибольший из общих делителей {\displaystyle a}, {\displaystyle b} нельзя, так как в таких кольцах, вообще говоря, не определено отношение порядка. Поэтому в качестве определения НОД берётся его основное свойство:
Наибольшим общим делителем НОД(a, b) называется тот общий делитель, который делится на все остальные общие делители {\displaystyle a} и {\displaystyle b}.
Для натуральных чисел новое определение эквивалентно старому. Для целых чисел НОД в новом смысле уже не однозначен: противоположное ему число тоже будет НОД. Для гауссовых чисел число различных НОД возрастает до 4.
НОД двух элементов коммутативного кольца, вообще говоря, не обязан существовать. Например, для нижеследующих элементов {\displaystyle a} и {\displaystyle b} кольца {\displaystyle \mathbb {Z} \left[{\sqrt {-3}}\right]} не существует наибольшего общего делителя:
{\displaystyle a=4=2\cdot 2=\left(1+{\sqrt {-3}}\right)\left(1-{\sqrt {-3}}\right),\qquad b=\left(1+{\sqrt {-3}}\right)\cdot 2.}
В евклидовых кольцах наибольший общий делитель всегда существует и определён с точностью до делителей единицы, то есть количество НОД равно числу делителей единицы в кольце.